# Coitus interruptus
El coitus interruptus o coito interrumpido, también conocido como retirada, terminar fuera o marcha atrás, es un método de contracepción en el cual una pareja heterosexual tiene relaciones sexuales, pero el pene es retirado prematuramente y el semen es eyaculado fuera de la vagina, o no es eyaculado y es retenido dentro del cuerpo. 
El uso de este método está documentado desde hace al menos 2000 años, y se estima que fue usado por 38 millones de parejas en todo el mundo en 1991. Este método no previene las infecciones de transmisión sexual.
Desde el siglo XVIII hasta el desarrollo de los métodos modernos, la retirada fue uno de los métodos anticonceptivos más populares en Europa, América del Norte y otros lugares. 

## Eficacia
Según estudios realizados, los índices de embarazos no deseados observados en parejas que usaron la retirada como método anticonceptivo fueron, dependiendo de la población estudiada, de entre un 15 y 28%. En comparación, en parejas que usaron la píldora anticonceptiva como método anticonceptivo se observó, incluyendo el uso incorrecto, un porcentaje de fallo de entre el 2 y el 8%, mientras que con el dispositivo intrauterino (DIU) se observó un índice de fallo del 0,8%. Según Kippley en las parejas que usaron preservativo, incluyendo usos incorrectos del profiláctico, se produjo un índice de fallo de 10-18%.
Según algunos estudios, en las parejas que usan la retirada correctamente en cada acto sexual, se estima que el índice de fallo podría ser del 4%. En comparación, se calcula que los anticonceptivos orales tienen un índice de fallo, cuando son usados de manera ideal, de un 0,3%. Igualmente, se estima un 0,6% en el DIU y un 2% en el preservativo.
La principal causa de fallo del método de la retirada es la falta de autocontrol de aquellos que lo usan. El mal momento de retirada puede ocasionar semen en la vulva, el cual puede fácilmente migrar al tracto reproductivo femenino. Algunos médicos ven a la retirada como un método anticonceptivo ineficaz.
Se ha sugerido que el líquido preeyaculatorio o preseminal ("fluidos de Cowper") emitido por el pene previo a la eyaculación, puede contener espermatozoides, los cuales fácilmente pasarían al tracto genital. Sin embargo, varios estudios menores han fallado al intentar encontrar espermatozoides viables en el fluido preseminal. Aunque es probable que arrastre espermatozoides de una eyaculación anterior, por lo que se recomienda que el varón orine entre relaciones sexuales para limpiar la uretra de restos de semen. Se recomienda también evitar los días fértiles de la mujer al realizar este método anticonceptivo, para mayor eficacia y seguridad.

## Ventajas
Las ventajas del coitus interruptus es que puede ser usado por gente que tiene objeciones o que no tiene acceso a otras formas de anticoncepción. Algunos hombres lo prefieren para evitar cualquier posibilidad de efectos adversos de contraceptivos hormonales en sus parejas. Algunas mujeres también prefieren este método sobre la contracepción hormonal para revertir efectos adversos, tales como depresión extrema, cambios de humor, sequedad genital, disminución de la libido y cefaleas, entre otros. No tiene costos monetarios directos, no necesita aparatos especiales, no tiene efectos colaterales físicos, puede ser practicado sin prescripción médica y no tiene barreras para la estimulación.

## Desventajas
Comparadas con los métodos comunes reversibles (DIU, contraceptivos  hormonales y preservativos masculinos), el coitus interruptus es el menos efectivo en prevenir el embarazo. Como resultado, es también de menor coste/eficacia que muchos métodos más efectivos, pues aunque el método en sí no tiene costo alguno, los usuarios se enfrentan al gasto de un potencial embarazo y nacimiento.
El método es totalmente ineficaz en prevenir infecciones de transmisión sexual como el VIH, ya que el líquido preyaculado puede contener virus o bacterias que pueden infectar a la pareja al entrar en contacto con las mucosas. En algunas enfermedades, una reducción del fluido corporal intercambiados durante la relación sexual, puede reducir la probabilidad de enfermedad de transmisión sexual en comparación con el uso de ningún método debido al menor número de patógenos presentes.
El método puede ser difícil de usar para algunas parejas ya que la interrupción del acto sexual puede dejarlas frustradas o insatisfechas.

## Prevalencia
Según el National Center for Health Statistics, del Departamento de Salud del Gobierno de los Estados Unidos, en ese país  el 56% de las mujeres de edad reproductiva han tenido alguna vez en su vida una pareja con la cual usó la retirada como método anticonceptivo.
A nivel mundial, cerca del 10 % de las mujeres en edad fértil confía en la retirada como su principal método anticonceptivo. La popularidad regional del método varía ampliamente, en sociedades conservadoras y en sociedades subdesarrolladas su uso aumenta.